# Doppel (Sport)
Das Doppel ist eine Spielvariante in einigen Ballsportarten, in der jeweils zwei Spieler gegen zwei andere antreten. Die bekanntesten dieser Sportarten sind Rückschlagsportarten, die mit Schlägern gespielt werden.
Die weltweit bekanntesten Sportarten, in denen das Doppel gespielt wird, sind Tennis, Tischtennis, Badminton und Squash sowie deren Mehrkampf im Racketlon Sport.
Eine Sonderform des ansonsten meist als Damendoppel oder Herrendoppel durchgeführten Doppels ist das „gemischte Doppel“, auch „Mixed“ genannt, bei dem pro Team je eine Frau und ein Mann spielen. Der Begriff Mixed bezeichnet allerdings auch gemischtgeschlechtliche Teams von zwei oder mehr Sportlern, die aus verschiedenen Gründen (siehe unten) nicht als Doppel bezeichnet werden.
Die Spielvariante der gleichen Sportart, bei der nur ein Spieler gegen einen anderen Spieler spielt, wird Einzel genannt. Die Ausdrücke Einzel und Doppel werden im Allgemeinen in Rückschlagsportarten verwendet, in denen genau in diesen zwei Varianten gespielt wird, also z. B. nicht im Beachvolleyball, in dem die Regelbesetzung aus zwei Spielern (Team oder Mannschaft genannt) besteht.
In Sportarten ohne Ball sind andere Begriffe für die Variante mit zwei gemeinsam agierenden Sportlern üblich, z. B. Zweier (Bootssport, Kunstradsport), Zweier-Mannschaft (Bahnradsport), Synchronspringen (Wasserspringen), Paarlaufen (Eiskunstlauf).
In Sportarten, die das Doppel spielen, existiert zum Teil auch der Wettbewerb der Zweier-Mannschaften. In diesem Wettbewerb spielen die beiden Spieler der Mannschaften je zwei Einzel gegen die beiden gegnerischen Spieler, das fünfte Spiel ist das Doppel.
Ausnahmen, Bedeutungsvarianten:
- Im Tischfußball (keine Rückschlagsportart) werden die Wettbewerbsvarianten auch Einzel und Doppel genannt.
- Fußballtennis wird in den Varianten Einzel, Doppel und Tripel gespielt, American Handball neben Einzel und Doppel auch mit drei gegeneinander spielenden Einzelspielern.
- In mehreren Kugelsportarten (Boccia, Boule u. a.) wurden teilweise fremdsprachige Ausdrücke für Doppel im deutschsprachigen Raum übernommen, teils wird auch vom Doppel gesprochen, wobei beide Spieler eines Doppels nacheinander und nicht gleichzeitig agieren.

## Die bekanntesten Sportarten, in denen das Doppel gespielt wird

### Badminton
Beim Badminton gilt beim Doppel eine andere Spielfeldgröße, das Spielfeld ist 92 cm breiter als beim Einzel (6,10 m gegenüber 5,18 m), allerdings verkürzt eine zweite Aufschlaglinie das 13,40 m lange Feld nur für die Annahme des Aufschlags an beiden hinteren Enden um 76 cm in der Länge. Wie auch im Tennis und Squash wechselt der Aufschlag von rechts-diagonal zu links-diagonal und der Ball darf nach Aufschlag und Annahme von einem beliebigen der beiden Spieler einer Seite gespielt werden.
Die Taktik im Doppel zielt im Badminton vor allem darauf ab, die Zuständigkeit für lange und kurze Bälle zwischen den beiden Spielern aufzuteilen. Dies gilt besonders für das gemischte Doppel, in dem der Mann aufgrund seiner größeren Reichweite für den hinteren Teil des Spielfelds zuständig ist.

### Squash
Im Squash wird das Doppel eher selten gespielt. Für das Doppel ist offiziell ein größeres Spielfeld vorgesehen, da aber viele Sportstättenbetreiber über keine größeren Courts oder verschiebbare Wände verfügen, wird das Doppel im Squash häufig auf Einzelfeldern gespielt.
Beim Doppel teilen sich die Spieler entweder auf die beiden Seiten Vorhand und Rückhand auf, oder aber teilen das Feld in eine vordere und hintere Hälfte. Beide Spieler dürfen in beliebiger Reihenfolge und Häufigkeit während des Ballwechsels den Ball schlagen.

### Tennis
Beim Tennis ist das Spielfeld im Doppel gleich lang wie im Einzel, aber breiter, 36 Fuß (10,97 m) gegenüber 27 Fuß (8,23 m) im Einzel. Aufschlag und Annahme wechseln wie im Einzel nach jedem Punkt von rechts-diagonal zu links-diagonal und außerdem nach jedem Spiel strikt abwechselnd zwischen den vier Spielern. Nach Aufschlag und Annahme darf der Ball von einem beliebigen der beiden Spieler einer Seite gespielt werden, und zwar sowohl direkt aus der Luft („volley“) als auch nach einmaligem Aufkommen auf der Spielfeldseite des annehmenden Doppels.

### Tischtennis
Tischtennis hat als einzige der vier bekanntesten Doppel-Sportarten im Doppel genau dasselbe Feld (Tisch) wie im Einzel. Anders als bei Tennis und Badminton muss der Aufschlag beim Tischtennis nur im Doppel diagonal gespielt werden, und zwar ebenfalls im Gegensatz zu Tennis und Badminton immer auf die rechte Plattenhälfte der Aufschlägerseite und dann auf die rechte Plattenhälfte der annehmenden Seite (im Einzel steht für Aufschlag und Annahme beim Tischtennis der ganze Tisch zur Verfügung).
Außerdem muss der Ball im Gegensatz zu den drei anderen Sportarten im Tischtennis von den beiden Spielern einer Seite immer abwechselnd gespielt werden.
Die Taktik im Tischtennisdoppel orientiert sich daran, dass die meisten Spieler auf ihrer Vorhandseite vor allem im Angriffsspiel deutlich stärker sind als auf der Rückhandseite und dass der links stehende Rechtshänder die meisten Bälle im Doppel mit der Vorhand spielen kann. Bei zwei Rechtshändern ist somit der am Anfang links stehende Spieler für das Offensivspiel zuständig. Von großem Vorteil für das Tischtennisdoppel ist meist die Kombination von einem rechts stehenden Linkshänder und einem links stehenden Rechtshänder. Besteht ein Tischtennisdoppel aus einem Rechtshänder und einem Linkshänder, so nutzen diese diesen Vorteil häufig dadurch, dass der Rechtshänder nach eigenem Aufschlag oder eigener Annahme nach links ausweicht und der hinter ihm stehende Linkshänder die rechte Seite einnimmt.
Als 1924 erstmals allgemeingültige Regeln formuliert wurden, war von Doppeln und Mixed im heutigen Sinne nicht die Rede: Gespielt werden nur Einzelspiele, auch gemischte. Mit „gemischt“ war eine Partie zwischen einer Frau und einem Mann gemeint.